# 溫蒂妮

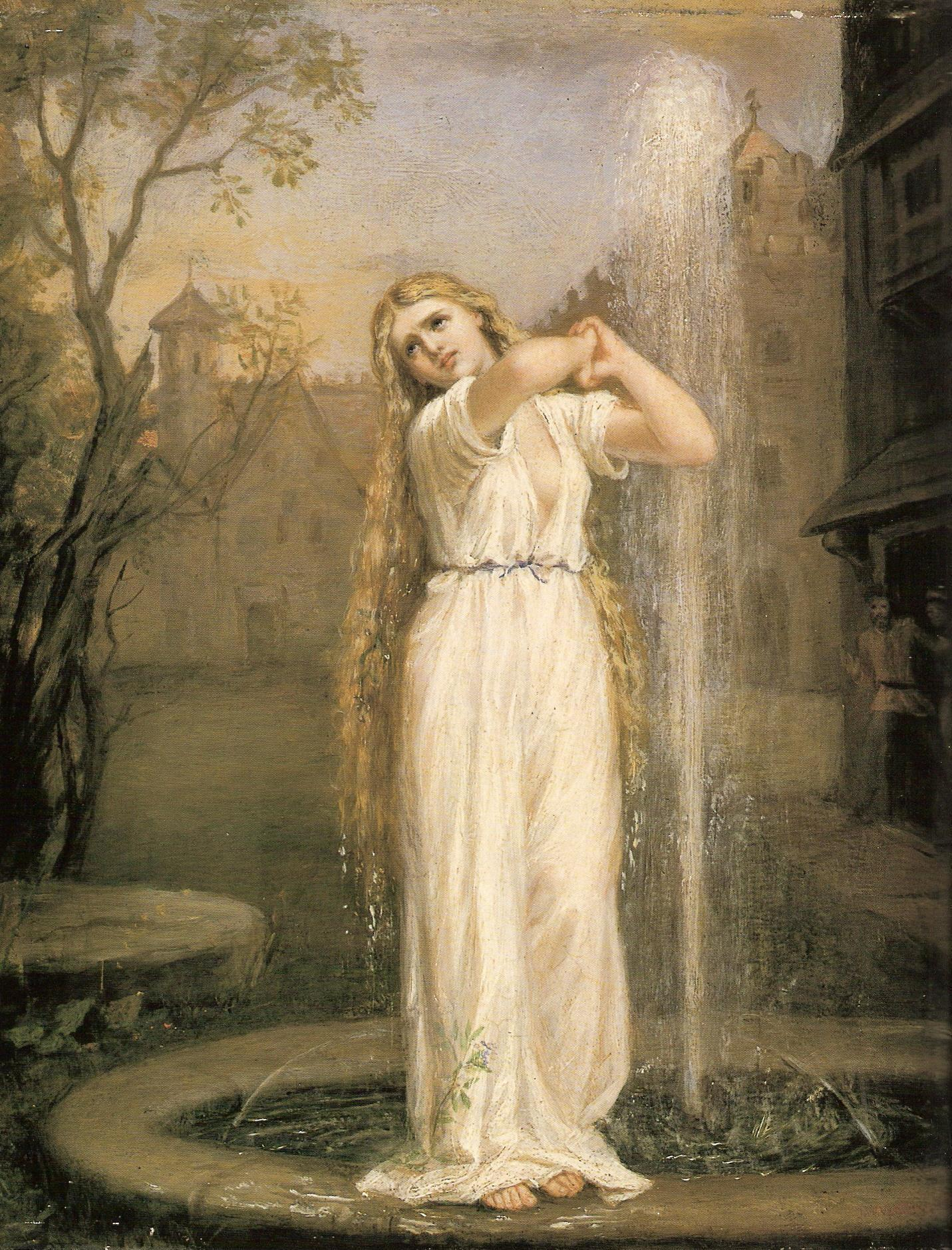
約翰·威廉姆·沃特豪斯（1872年）描繪的水女神溫蒂妮。

溫蒂妮（Undine、或，亦被譯作娥丁、昂丁、烏丁娜），又稱水女神，是中世紀歐洲鍊金術士帕拉塞爾蘇斯在其煉金術理論中提及的「水」元素名稱，亦是歐洲古代傳說中掌管四大元素的「四精靈」之一，與「火」、「風」、「地」並列。後來溫蒂妮被描繪成居於水邊的美麗女性精靈；在歐洲，「溫蒂妮」這個名字也會與其它水精靈的名字互通（如東歐傳說中的Vodianoi，與及斯拉夫神話中的Rusalka）。傳說中，溫蒂妮本身沒有靈魂，但能透過與男性結合及孕育子女的手段獲取靈魂。德國作家穆特·福開所撰寫的小說《Undine》（中譯《婀婷》或《渦堤孩》）就是以溫蒂妮為主人翁。在書中，生來沒有靈魂的溫蒂妮如同傳說一般，同樣透過與凡人結成婚姻，並生育子女，從而獲得自己的靈魂。拉丁語中，「unda」有「波浪」的意思。波神星（Undina）就是以溫蒂妮命名的小行星。

## 溫蒂妮的特性
根據帕拉塞爾蘇斯的理論，溫蒂妮是水中的女性精靈，又或是女神，是一切水元素的主宰。她們多在森林中的湖泊及瀑布附近出沒，擁有甜美的嗓音，有時會蓋過流水的聲音。在一些歐洲民間傳說中，如果溫蒂妮不能與一名凡人男子結緣的話，她們是不可能獲得實質靈魂的。可是如果跟溫蒂妮結合的男性出現外遇，背叛了溫蒂妮的愛情的話，溫蒂妮便會殺死她的丈夫，再次回到水中生活；傳說亦指，如果溫蒂妮的丈夫在水邊責罵溫蒂妮的話，她亦會因為傷心害怕而跳回水中，從此消失。可是，回歸水中的溫蒂妮亦會失去由婚姻所賦予的靈魂。這些傳說使溫蒂妮常被浪漫主義文學作家選取為小說作品的創作原型。在18世紀的蘇格蘭，溫蒂妮亦曾被視為「水靈」或水妖，指水中的鬼魂，但她們並不如一般的水妖般可怕。

## 溫蒂妮的眠咒
在德國神話中，溫蒂妮是相當美麗，並且擁有永恆生命的女性精靈。可是，在她的一生中，若與一名凡人發展愛情並生育子女的話，她可能就會失去她所擁有的一切力量，甚至是她永恆的生命。傳說中溫蒂妮愛上了一名年輕騎士勞倫斯（Sir Lawrence），後來二人更決定結成夫妻。就在成婚當天，勞倫斯與溫蒂妮宣告彼此的愛的誓言時，勞倫斯說：「我以生命中每一個清醒的呼吸作保證，今後必定對妳付出愛與坦誠，謹此為誓。（My every waking breath shall be my pledge of love and faithfulness to you.）」一年後，溫蒂妮為勞倫斯誕下了孩子。可是，此後溫蒂妮開始呈現衰老，容貌頗不如前。勞倫斯眼見妻子美色漸褪，亦慢慢對妻子失去興趣。
某天下午，溫蒂妮聽到丈夫熟悉的鼾聲從某處響起，於是循聲走到馬廄附近。當她進入馬廄時，看到勞倫斯正與別的女性偷情。溫蒂妮悲怒交集，她向勞倫斯一指，勞倫斯便有如被擊中般痛醒過來，此時溫蒂妮向勞倫斯詛咒說：「你曾以每一個清醒時的呼吸為誓，向我證明你對我的忠誠，而我也接受了你的誓言。既然如此，為了實踐承諾，自今以後，若然你能一直保持清醒，你仍能呼吸；可是只要你一墮進睡眠，你的呼吸將會被奪走，而你也必定死亡！（You swore faithfulness to me with every waking breath, and I accepted your oath. So be it. As long as you are awake, you shall have your breath, but should you ever fall asleep, then that breath will be taken from you and you will die!）這就是有名的「溫蒂妮的眠咒」。

## 衍生作品

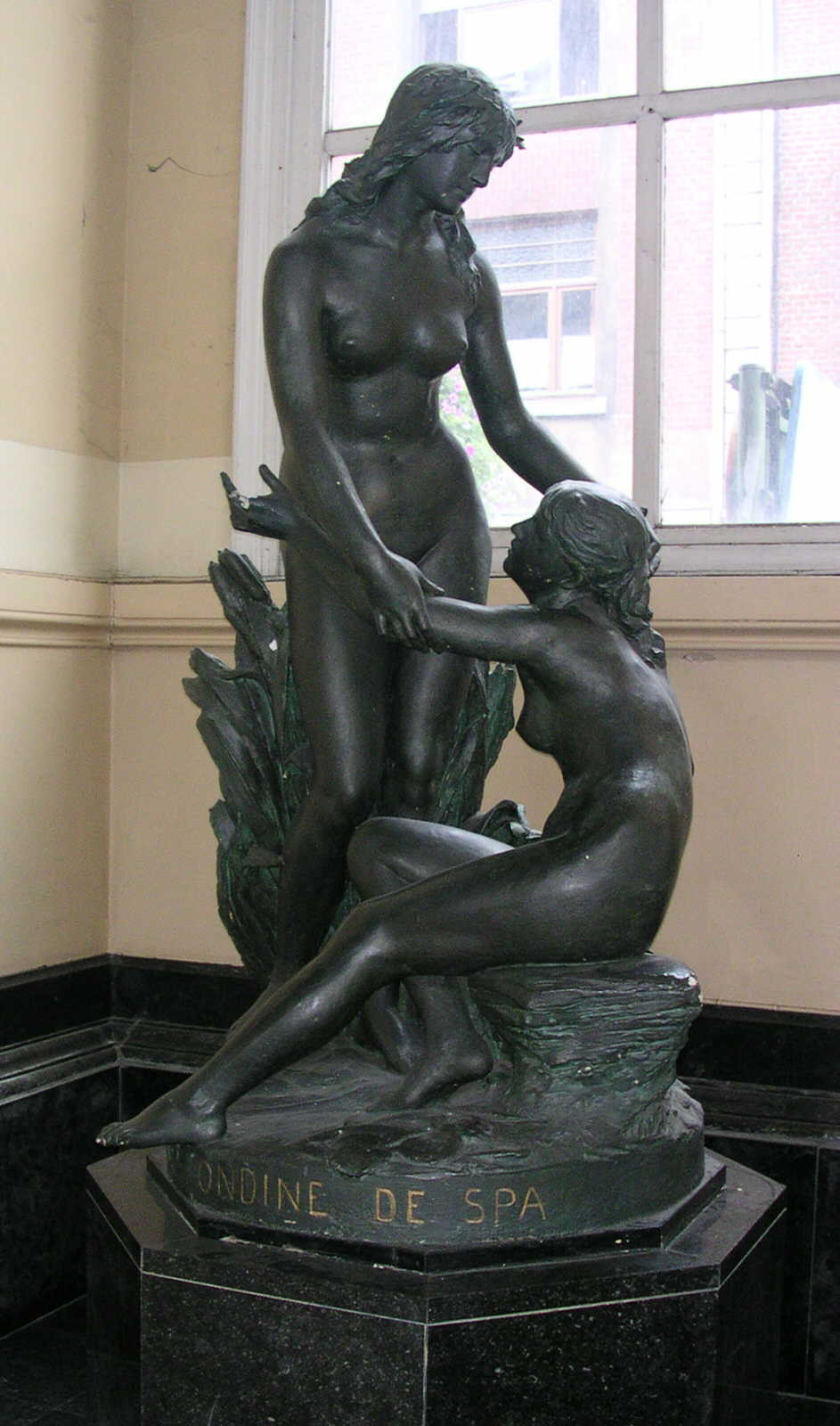
大皮埃爾泉（Pouhon Pierre-Le-Grand）的「Ondine de Spa」雕塑

- 許多西方奇幻小說作家會在小說作品中引入溫蒂妮的故事，可能是作為世界元素中的「水」的代表，又或者化身為水精靈。[4]
- 德国作曲家卡尔·赖内克的一首长笛奏鸣曲，命名为“Undine”（Sonata in E Minor ‘Undine’, Op. 167 by Carl Reinecke）。
- 法國名劇作家季洛社於1939年改編穆特福開小說《Undine》，創作出同名舞台劇。
- 英國著名芭蕾舞者瑪格·芳登曾演出芭蕾舞劇名作《Undine》。
- 法國名鋼琴家莫里斯·拉威爾的作品《Gaspard de la nuit》其中一部曲，命名為「Ondine」。
- 法國作曲家克勞德·德布西的作品《Préludes》第二卷第八曲，命名為「Ondine」。
- 德國作曲家E·T·A·霍夫曼（1814年）、洛爾青（1845年），以及俄羅斯著名作曲家柴可夫斯基（1869年）皆分別創作過以《Undine》為名的歌劇。
- 英國小說家米耶維（China Miéville）的小說作品《New Crobuzon trilogy》中，溫蒂妮是力量強大的水元素。
- 日本作曲家utataP的小說作品這裡是幸福安心委員會中，塞任女王（初音未來，賽倫女王)的系統就是奧丁（溫蒂妮），在故事裡也有說奧丁是水之精靈
- 奥地利女作家英格博格·巴赫曼的短篇小说“Undine geht”是以温蒂妮第一人称视角进行创作的。

## 醫學中的溫蒂妮
在醫學界中，「溫蒂妮的詛咒（Ondine's curse）」是一個醫學名詞，專指一種名為「先天性低通气综合症」或「先天性中樞性肺胞低換氣综合症」的罕見综合症。在病例中，患者的自主神經在無意識狀態時會喪失對呼吸系統的控制能力，換言之患者在無意識狀態中（如睡眠中或昏迷中）呼吸系統將不能運作，患者因而失去呼吸能力，結果只能在清醒的狀態下才可順利呼吸。目前這是一種不治之症，一般人若果患上此病，大多會像溫蒂妮傳說中的勞倫斯般，在睡覺時因不能呼吸而窒息致死。

## 備註
1. ↑  Carole B. Silver著：《Strange and Secret Peoples: Fairies and Victorian Consciousness》，頁38。ISBN 0-19-512100-6
2. ↑  C.S. Lewis著：《The Discarded Image》頁135。ISBN 0-521-47735-2
3. ↑  ,Funk&Wagnall's New comprehensive international dictionary of the English language~Encyclopedic edition~,Library of Congress Catalog Card Number 74-150152, p1369, J.G. Ferguson Publishing Company ,1976
4. ↑  John Grant and John Clute著："Elemental"篇，《The Encyclopedia of Fantasy》頁313至314。ISBN 0-312-19869-8

## 外部連結
- （英文）有關水精靈的傳說 （页面存档备份，存于）
- （英文）水女神溫蒂妮 （页面存档备份，存于）